# Mîhailivka, Țarîceanka
Mîhailivka (în ucraineană Михайлівка) este localitatea de reședință a comunei Mîhailivka din raionul Țarîceanka, regiunea Dnipropetrovsk, Ucraina.

## Demografie
Componența lingvistică a localității Mîhailivka
     Ucraineană (96,82%)
     Rusă (3,18%)
Conform recensământului din 2001, majoritatea populației localității Mîhailivka era vorbitoare de ucraineană (96,82%), existând în minoritate și vorbitori de rusă (3,18%).